# جوسيبي دي لوكا
جوسيبي دي لوكا (بالإيطالية: Giuseppe De Luca) (22 يونيو 1991 في إيطاليا - ) هو لاعب كرة قدم إيطالي في مركز الهجوم. شارك مع منتخب إيطاليا تحت 20 سنة لكرة القدم ومنتخب إيطاليا تحت 21 سنة لكرة القدم ومنتخب إيطاليا لكرة القدم للدرجة الثانية ‏. أما مع النوادي، فقد لعب مع أتالانتا ونادي باري ونادي فاريسي.

## وصلات خارجية
- جوسيبي دي لوكا على موقع الاتحاد الأوربي (الإنجليزية)
- جوسيبي دي لوكا على موقع قاعدة بيانات كرة القدم.إي يو (الإنجليزية)
- جوسيبي دي لوكا على موقع Soccerway.com (الإنجليزية)
- جوسيبي دي لوكا على موقع عالم كرة القدم.نت (الإنجليزية)